# Charles Cousin-Montauban
Charles Cousin-Montauban, comte de Palikao, né le 24 juin 1796 à Paris où il est mort le 8 janvier 1878, est un général et homme d'État français, grand-croix de la Légion d'honneur et médaillé militaire.
Il se distingue lors de la conquête de l'Algérie puis, général de division, comme commandant en chef des troupes françaises de l’expédition de Chine en 1860. Il est brièvement chef du gouvernement durant la guerre de 1870.

## Biographie

### Famille
Il est le fils de Jean Antoine Cousin et d'Adélaïde Delaunay ainsi que le petit-fils du général Delaunay (1736-1825).
Il épouse Élisabeth Victorine Thurot en 1822, à Chambourcy (Yvelines).

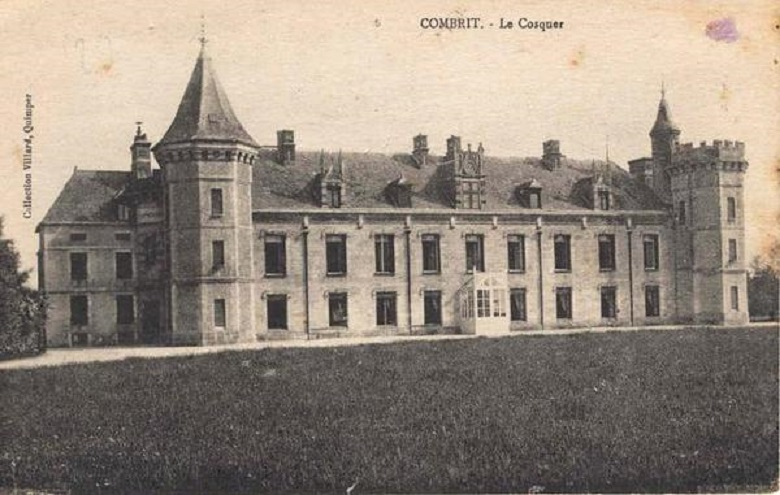
Château du Cosquer, résidence des comtes de Palikao, Combrit, Finistère, France

Son nom, à l'origine Cousin, devient Cousin-Montauban suivant jugement rendu le 24 février 1844 par le tribunal civil de première instance de la Seine. Puis en 1863, un texte de Napoléon III proclame : « Nous autorisons le Général Cousin-Montauban à se nommer Cousin de Montauban. Le titre de comte de Palikao passera héréditairement à ses enfants légitimes et à naître ». Ce titre lui a été décerné par l'Empereur après les succès de l'expédition de Chine.

### Jeunesse
En 1814, âgé de 18 ans, il est nommé garde de corps du comte d'Artois sous le nom de Charles Cousin de Montauban. Pendant les Cent-Jours il rejoint l'armée des Émigrés et reste attaché à la cause des Bourbons. Formé à l’École d'instruction des troupes à cheval de Saumur, il participe en 1823 comme lieutenant volontaire à la guerre d'Espagne, engagée pour restaurer la monarchie absolue dans ce pays.
Après l'avènement de Charles X en 1824, il continue sa carrière et intégra le prestigieux 1er régiment de Grenadiers à cheval de la Garde royale. Mais sa fâcheuse habitude de contracter des dettes le fait un temps révoquer. Il est alors marié et père de trois enfants.

### Conquête de l'Algérie
En 1830, volontaire pour l'expédition d'Alger, il est réintégré dans l'armée, y confortant dès lors sa carrière.
Durant la conquête de l'Algérie, il est lieutenant au 2e chasseurs d'Afrique en 1831, capitaine en 1833, puis chef d'escadron aux Spahis réguliers d'Oran en 1836. Il est nommé lieutenant-colonel le 7 mai 1843 et colonel au 2e chasseurs le 2 août 1845. C’est entre ses mains qu’Abd el-Kader fait sa soumission le 21 décembre 1847 : La Moricière n’arrive que quelques instants après. Il est promu commandeur de la Légion d'honneur en janvier 1848 en récompense de sa conduite.
Il devient général de brigade le 21 septembre 1851 et commande la subdivision de Mostaganem. Dans les derniers jours de novembre 1853, il se rend avec quelques troupes de réserve à Aïn ben-Khelil où il obtient la soumission des Hammian, des Maïas et des autres tribus qui avaient suivi deux chefs insurgés, El-Gourari et Sidi-ben-Tayeb.
Général de division depuis le 28 décembre 1855, il commande la division d'Oran. 
Rappelé en France, il est mis à la tête de la 21e division militaire, dite La Rouge, dont le siège est à Limoges.

### Expédition de Chine

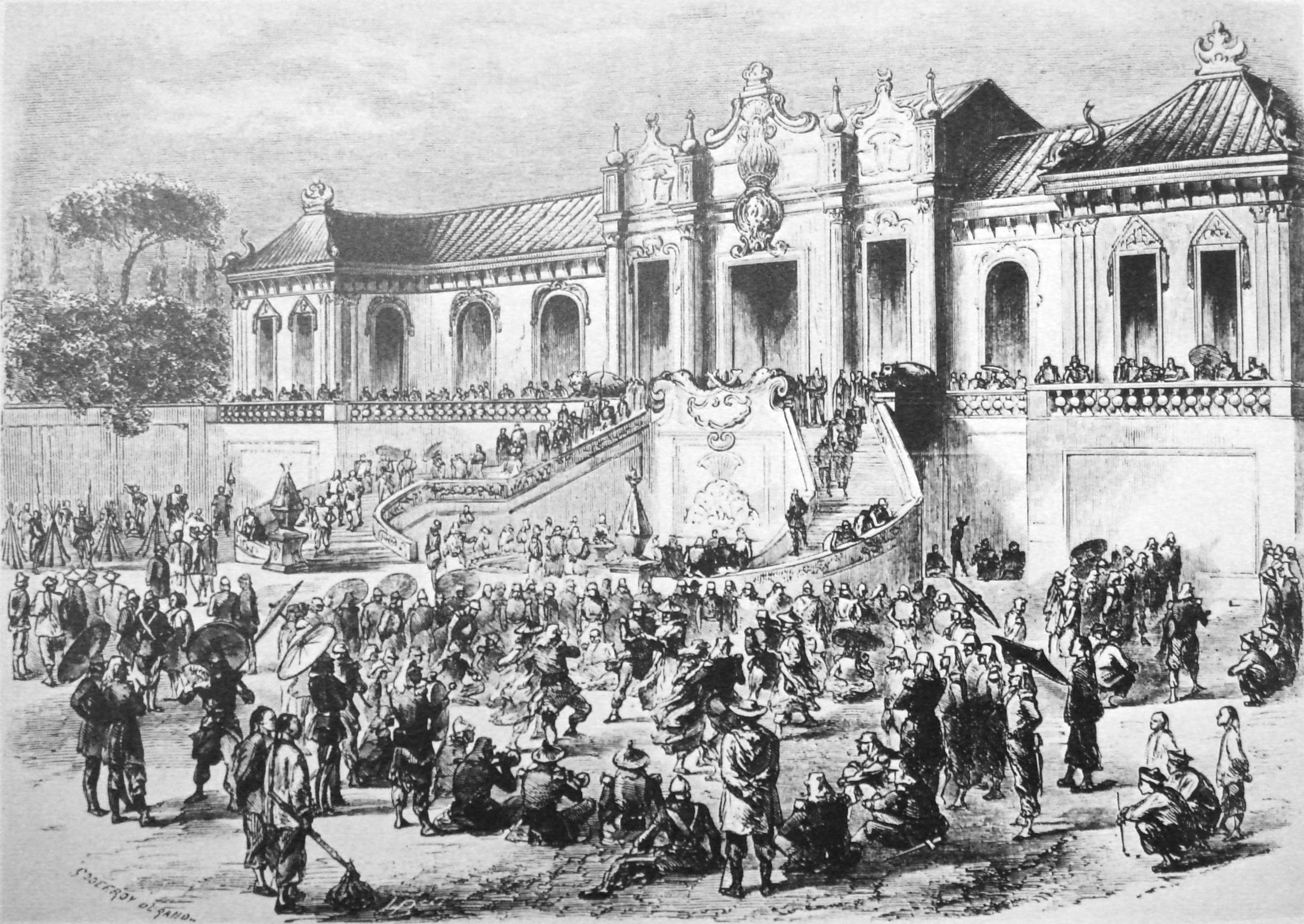
Pillage de l'ancien palais d'été en 1860.

En 1860, le général Cousin-Montauban est investi du commandement en chef des troupes françaises de l’expédition de Chine, entreprise conjointement avec l’Angleterre depuis 1857. Le 21 septembre 1860, les Franco-Britanniques dispersèrent les Chinois près du pont de Palikao. Les opérations se poursuivent par le sac du Palais d'Été, la prise de Pékin et la défaite de l'Empire de Chine. 
Il est élevé à la dignité de grand-croix de la Légion d'honneur le 26 décembre 1860, nommé sénateur le 6 mars 1861, puis décoré de la médaille militaire le 28 novembre 1861 en récompense de ses mérites. Enfin, l'Empereur lui confère le titre de comte de Palikao, par décret du 22 janvier 1862.
Le sac du palais d’été empêche 
toutefois Cousin-Montauban d'être fait maréchal qui était « le rêve de sa vie ».
Un grand bol en porcelaine de Chine à décor « Wucai » (cinq couleurs) du XVIIe siècle, probablement issu du sac du Palais d'Été et lui ayant appartenu a figuré à une vente aux enchères publiques à Paris le 23/10/2020 (reprod. coul. dans "La Gazette Drouot" n°36 p.58).

### Commandant de corps d'armée (1864-1870)
En septembre 1864, il est nommé commandant du 2e corps d'armée à Lille puis, en juin 1865, commandant du 4e corps d'armée à Lyon, qui comprend 24 départements et 10 divisions militaires. 
Il est à ce poste lors de la fusillade de La Ricamarie qui a lieu le 16 juin 1869. La troupe, dirigée par le capitaine Gausserand, tire sur des mineurs en grève, tuant plus de dix personnes et faisant de nombreux blessés.

### Guerre franco-prussienne (1870)
Pendant la guerre franco-prussienne de 1870, l'impératrice régente, sans en référer à Napoléon III, le charge le 9 août 1870 de la constitution d'un nouveau ministère, dont il prend la direction avec le portefeuille de la guerre. Le nouveau gouvernement est constitué principalement de bonapartistes autoritaires.
Montauban constate avec amertume la mauvaise organisation de l'armée. Il constitue de nouveaux corps d'armée, désaisit Napoléon III et Le Bœuf et fait nommer commandant en chef de l'armée du Rhin Bazaine, qui jouit d'une assez grande popularité y compris à gauche.
Après que Bazaine s'est laissé enfermer dans Metz, il prend lui-même en charge la stratégie ; il interdit à Napoléon III et à Mac Mahon de se replier sur Paris et leur ordonne de marcher en direction de Metz pour libérer Bazaine. Son plan qui vise à prendre l'ennemi à revers est un échec complet.
Il envisage la défense de la capitale, mais la défaite de Sedan et la capitulation de Napoléon III entraînèrent la chute du régime, la proclamation de la République le 4 septembre 1870 et la fin de la carrière militaire du général Cousin de Montauban.
Il n'a joué aucun rôle pendant la Commune, n'étant pas dans l'armée active versaillaise.

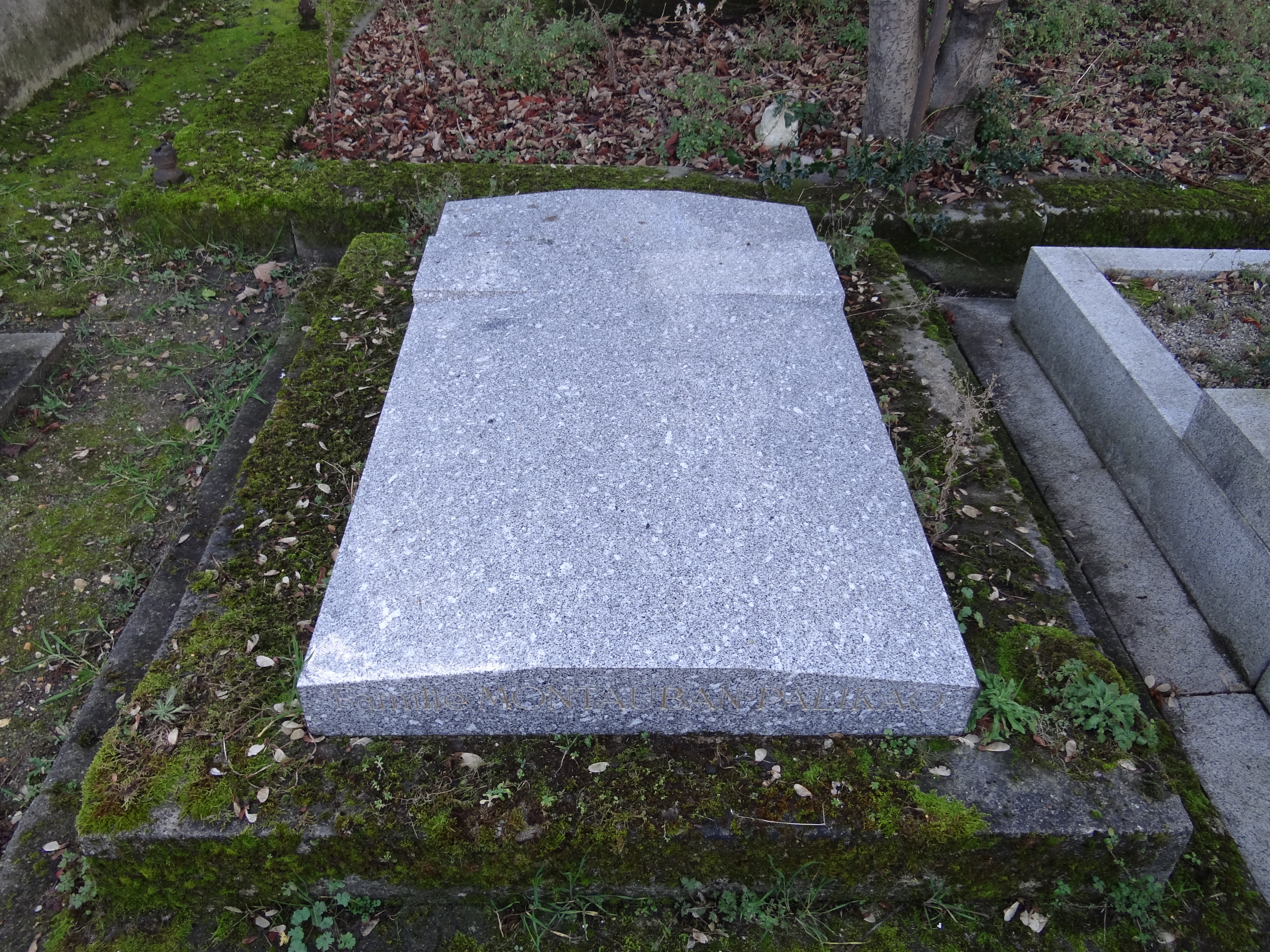
La tombe de Charles Cousin-Montauban au cimetière d'Auteuil à Paris.

Il meurt quelques années plus tard en 1878 à l'âge de 81 ans et est inhumé dans le caveau familial au cimetière d'Auteuil à Paris. La chapelle où il fut à l'origine inhumé est, de nos jours, remplacée par une simple dalle de marbre avec pour seule inscription : Famille Montauban-Palikao.

## Hommages
En 1870, une ville est créée en Algérie sous le nom de Palikao pour lui rendre hommage.

## Décorations
- Médaille militaire (28 novembre 1861)
- Grand-croix de la Légion d'honneur (26 décembre 1860)[7]

## Armoiries
Écartelé : au 1, d'azur, à une épée d'argent, garnie d'or (quartier des Comtes-Militaires) ; au 2, d'argent, à la fasce de gueules, acc. en chef de deux merlettes de sable et en pointe d'une molette du même (Delaunay ) ; au 3, d'argent, au chevron de gueules, acc. en chef de deux merlettes de sable et en pointe d'un croissant versé du même (souvenir des campagnes d'Algérie) ; au 4, d'azur, à une croix latine d'argent, terrassée de sinople (souvenir du rétablissement du culte catholique en Chine). Sur le tout d'or à un pont d'une seule arche de sable, maçonné d'argent, criblé de boulets (représentation du pont de Palikao),.
Supportsdeux lions, au naturel.
Devise« DEO, IMPERATORI ET PATRIAE. »